# Lakás-takarékpénztár
A lakás-takarékpénztár (rövidítve: LTP) olyan szakosított hitelintézet, amely kizárólagosan lakáscélú betétek gyűjtésével és lakáscélú hitelek nyújtásával foglalkozik.
A LTP-ak csak lakossági ügyfeleknek, illetve lakásszövetkezeteknek és társasházaknak nyújthatnak lakáscélú hiteleket.

## Működése külföldön
Németországban és Ausztriában kollektív előtakarékosság formájában már az 1880-as évek végén elindult (Bauspar) az 1920-as években indult a napjainkban is működő zárt lakástakarékpénztári rendszer. A lakosságra vetítve a LTP piac közel 70%-ban telített, ezen megtakarítóknak van folyamatosan valamilyen lakás-előtakarékossági szerződése.
A német modellhez hasonlító építési társulások működése (Buildin Society) Angliában már a 19. század közepén
megkezdődött. 2019-ben több mint 40 ilyen társaság működött,

## Működése Magyarországon
A magyar LTP-rendszer zárt, csak a megtakarítást vállalók kaphatnak lakáshitelt egy LTP-tól.
A magyar piacon négy szereplő osztozott eleinte 1997-ben:
- Fundamenta-Lakáskassza Lakás-takarékpénztár Zrt. (Fundamenta)
- OTP Lakástakarékpénztár Zrt. (OTP)
- Otthon lakástakarék-pénztár Részvénytársaság (Otthon)
- Lakáskassza-Wüstenrot Részvénytársaság (Lakáskassza)

A piac koncentrálódása során előbb a Lakáskassza felvásárolta az Otthont, majd a Lakáskassza beleolvadt a Fundamentába, így 2004-ben két szereplő maradt a piacon (OTP, Fundamenta). Az Erste Lakás-takarékpénztár Zrt. (Erste) 2011-ben lépett a piacra, az Aegon Magyarország Lakástakarékpénztár Zrt. (Aegon) 2014-től van jelen, utóbbi ugyanakkor 2018. október 1-től felfüggesztette a szerződéskötést, szerződéseit később az Erste vette át.
2018-ban a szerződések száma:
- OTP: 900 ezer
- Fundamenta: 780 ezer
- Erste: 160 ezer
- Aegon: 65 ezer

A Parlament által elfogadott, 2018.10.17. napján hatályba lépett 2018. évi LXIII. törvény értelmében az ez után megkötött lakás-előtakarékossági szerződések esetében a lakás-előtakarékoskodót állami támogatás már nem illeti meg. Bár a lakás-takarékpénztár a megtakarítási idő lejártával kedvező hitellehetőséget biztosít a támogatás megszűnésével a szerződéskötések nagymértékben visszaestek. Az életbelépő CSOK jobban szolgálja a kormány céljait ezen a területen, vagyis a lakás-támogatást gyerekvállalással társították.

### Egyedi jellemzők
- a lakás-előtakarékossági szerződésekre nem kell kamatadót fizetni
- a ltp a betétre fix, jogszabályban előírt 0,1%-3% éves betéti kamatot biztosít
- hitelkamat 2,9%- illetve 6%(módozattól függően) ami állandó és fix
- A 2018. október 16. előtt kötött szerződésekre az éves megtakarítás után a magyar állam 30%-os állami támogatást biztosított, legfeljebb 10 évig, legfeljebb havi 20.000 forint-os megtakarításig (maximum 72.000 forint támogatás/év/szerződés). A 2018 október 16. után kötött szerződésekre az állami támogatás megszüntetéséről, kivételes eljárás keretében döntött az Országgyűlés.
- a LTP pénztártól a szerződés lejárta után az összegyűlt betéten felül lakáscélú hitel igényelhető, mely az esetleges banki hitelfelvételnél önerőnek számítható fel
- az állami támogatás alanyi jogon járó juttatás, ezért keresettel nem rendelkező, szerződéssel rendelkező is kaphatja (például egy családnál az apa, az anya nevén is van egy szerződés, és kötnek egyet a kiskorú gyermekük nevén is; így havi 60 000 forintot tesznek félre, míg az állami támogatás összege 3*(20 000 ft*12 hónap 30%-a))
- az állami támogatásra magyar állampolgárok, a szabad mozgás és tartózkodás jogával rendelkező személy beutazásáról és tartózkodásáról szóló törvényben meghatározottak szerint a szabad mozgáshoz és tartózkodáshoz való jogát a Magyar Köztársaság területén gyakorló személyek, bevándorolt, vagy letelepedett jogállású, vagy menekültként elismert személyek jogosultak (van adószámuk)
- 2009. július 1. után kötött szerződésekre csak lakáscélra használható fel a 30%-os állami támogatás

### Jogszabályi háttér
A LTP-ak működését Magyarországon az 1997. január 1-jén hatályba lépett 1996. évi CXIII. törvény (törvény a lakás-takarékpénztárakról), a 215/1996. (XII. 23.) Kormányrendelet (kormányrendelet a lakás-előtakarékosság állami támogatásáról) és a 47/1997. (III. 12.) Kormányrendelet (kormányrendelet a lakástakarék-pénztár általános szerződési feltételeiről) szabályozza. A 2018.10.17. napján hatályba lépett 2018. évi LXIII. törvény értelmében az állami támogatás megszűnt. Ezekben szabályozzák az állami támogatás mértékét, a betéti kamatot, a lakáskölcsön kamatát, a kiutalási időszak hosszát, a betétkezelésre vonatkozó befektetési politikát.

## Külső hivatkozások
- Fundamenta-Lakáskassza LTP
- OTP Lakástakarékpénztár
- Erste Lakás-takarékpénztár
- Aegon Lakástakarék Archiválva 2017. október 20-i dátummal a Wayback Machine-ben
- Kiszámoló összefoglaló a lakástakarékról
- Lakástakarék változások